# Pyrrolochinolinchinon
Pyrrolochinolinchinon (engl. Pyrroloquinoline quinone, kurz PQQ) oder Methoxatin wurde als wichtiger Cofaktor in Stoffwechselprozessen erst 2003 entdeckt. Es wird vermutet, dass es sich bei PQQ um einen wichtigen Redox-Cofaktor handelt.

## Eigenschaften
In Bakterien sind mittlerweile sechs Enzyme bekannt, die PQQ als Cofaktor haben. Säugetiere benötigen PQQ als Cofaktor der Dopaminhydroxylase. Auch Pflanzen scheinen mindestens zwei Proteine zu produzieren, die PQQ binden.

## Vorkommen
PQQ kommt in verschiedenen Gemüse- und Fleischsorten vor.

## Bedarf
Der Bedarf für den Menschen oder auch die Notwendigkeit der Einnahme von PQQ sind noch nicht bekannt und noch Gegenstand der Forschung. Bei Mäusen hat eine PQQ-arme Ernährung zu schlechter Haut, schlechtem Wachstum, geringerer Immunabwehr und vermindertem Reproduktionsverhalten geführt.